# Robert di Ghent
Robert di Ghent, o Robert de Gant (fl. XII secolo), è stato un politico inglese.
Fu il XIV e il XVII Lord Cancelliere e Lord Custode d'Inghilterra, dal 1140 al 1141 e dal 1142 al 1154.
Fu anche Diacono di York. 
Fu lo zio di Gilbert de Gant, Conte di Lincoln.